# Карлтон Коул
Ка́рлтон Ко́ул (англ. Carlton Cole, нар. 12 листопада 1983, Лондон, Англія) — англійський футболіст, нападник шотландського «Селтіка».

## Клубна кар'єра
У дорослому футболі дебютував 2001 року виступами за команду клубу «Челсі», в якій провів один сезон, взявши участь лише у 6 матчах чемпіонату.

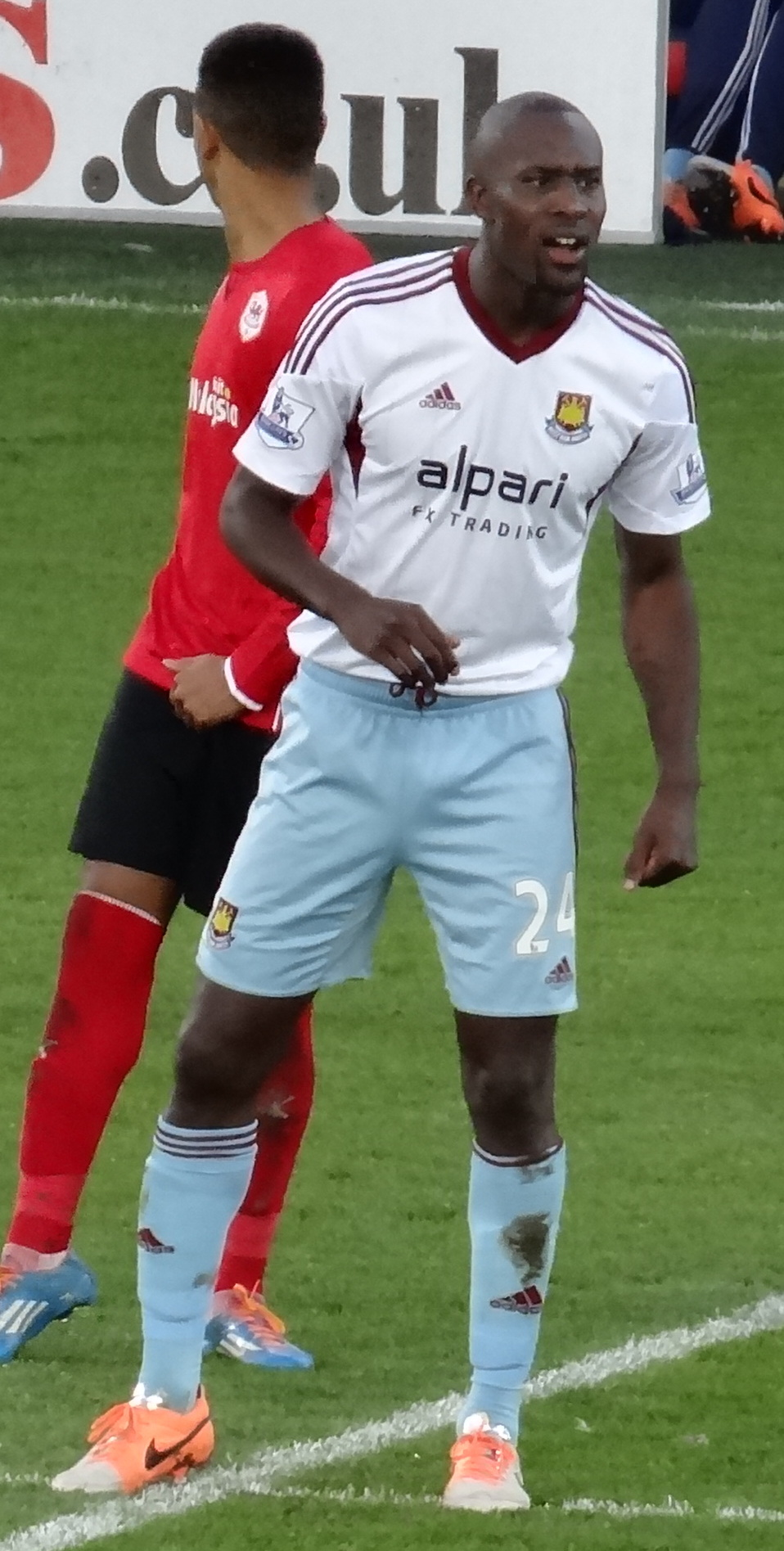
Карлтон Коул під час виступів за «Вест Гем Юнайтед». 11 січня 2014 року.

Згодом з 2002 по 2004 рік грав у складі команд клубів «Вулвергемптон Вондерерз», «Челсі» та «Чарльтон Атлетик».
Своєю грою за останню команду привернув увагу представників тренерського штабу клубу «Астон Вілла», до складу якого приєднався на умовах оренди 2004 року. Відіграв за команду з Бірмінгема один сезон своєї ігрової кар'єри. Більшість часу, проведеного у складі «Астон Вілли», був основним гравцем атакувальної ланки команди.
2005 року повернувся до клубу «Челсі». Цього разу провів у складі його команди один сезон.
До складу клубу «Вест Хем Юнайтед» приєднався 2006 року і за дев'ять сезонів встиг відіграти за клуб з Лондона 259 матчів в національному чемпіонаті, після чого влітку 2015 року покинув клуб.
22 жовтня 2015 року на правах вільного агента підписав контракт з шотландським «Селтіком», розрахований до кінця сезону 2016/17.

## Виступи за збірні
Батьки Карлтона родом з Нігерії і Сьєрра-Леоне, тому він міг виступати за національні збірні цих країн, але відмовився від цієї можливості. Коул регулярно виступав за молодіжну збірну Англії до 21 року, забивши 6 м'ячів в 19 матчах, включаючи «дубль» у ворота молодіжної збірної України в серпні 2004 року (3:1). Пітер Тейлор, який тоді був головним тренером молодіжної збірної Англії, заявив, що Коул має «…потенціал пробитися в основну збірну Англії…».
11 лютого 2009 року Коул був вперше викликаний до національної збірну Англії на товариський матч зі збірною Іспанії. Він вийшов на поле на 75-й хвилині матчу, замінивши Габріеля Агбонлахора. Англія програла цей матч з рахунком 2:0. Навесні 2009 Коул знову був викликаний в збірну для участі у матчах проти Словаччини та України, а потім і на матчі проти Казахстану та Андорри.
Всього за два роки провів у формі головної команди країни 7 матчів.

## Статистика виступів

### Статистика клубних виступів
| Сезон                        | Команда                      | Чемпіонат                    | Чемпіонат | Чемпіонат | Національний кубок | Національний кубок | Національний кубок | Континентальні кубки | Континентальні кубки | Континентальні кубки | Інші змагання | Інші змагання | Інші змагання | Усього | Усього |
| Сезон                        | Команда                      | Ліга                         | Ігор      | Голів     | Ліга               | Ігор               | Голів              | Ліга                 | Ігор                 | Голів                | Ліга          | Ігор          | Голів         | Ігор   | Голів  |
| ---------------------------- | ---------------------------- | ---------------------------- | --------- | --------- | ------------------ | ------------------ | ------------------ | -------------------- | -------------------- | -------------------- | ------------- | ------------- | ------------- | ------ | ------ |
| 2006–07                      | «Вест Гем Юнайтед»           | ПЛ                           | 17        | 2         | КА+КЛ              | 2+0                | 1                  | КУЄФА                | 2                    | 0                    | -             | -             | -             | 21     | 3      |
| 2007–08                      | «Вест Гем Юнайтед»           | ПЛ                           | 31        | 4         | КА+КЛ              | 2+4                | 0+2                | -                    | -                    | -                    | -             | -             | -             | 37     | 6      |
| 2008–09                      | «Вест Гем Юнайтед»           | ПЛ                           | 27        | 10        | КА+КЛ              | 4+1                | 1+1                | -                    | -                    | -                    | -             | -             | -             | 32     | 12     |
| 2009–10                      | «Вест Гем Юнайтед»           | ПЛ                           | 30        | 10        | КА+КЛ              | 0+2                | 0                  | -                    | -                    | -                    | -             | -             | -             | 32     | 10     |
| 2010–11                      | «Вест Гем Юнайтед»           | ПЛ                           | 35        | 5         | КА+КЛ              | 2+6                | 2+4                | -                    | -                    | -                    | -             | -             | -             | 43     | 11     |
| 2011–12                      | «Вест Гем Юнайтед»           | Ч                            | 40+3      | 14+1      | КА+КЛ              | 0                  | 0                  | -                    | -                    | -                    | -             | -             | -             | 43     | 15     |
| 2012–13                      | «Вест Гем Юнайтед»           | ПЛ                           | 27        | 2         | КА+КЛ              | 2+0                | 0                  | -                    | -                    | -                    | -             | -             | -             | 29     | 2      |
| 2013–14                      | «Вест Гем Юнайтед»           | ПЛ                           | 26        | 5         | КА+КЛ              | 0+4                | 0                  | -                    | -                    | -                    | -             | -             | -             | 30     | 5      |
| 2014–15                      | «Вест Гем Юнайтед»           | ПЛ                           | 23        | 2         | КА+КЛ              | 3+0                | 1                  | -                    | -                    | -                    | -             | -             | -             | 26     | 3      |
| Усього за «Вест Гем Юнайтед» | Усього за «Вест Гем Юнайтед» | Усього за «Вест Гем Юнайтед» | 256+3     | 54+1      |                    | 32                 | 12                 |                      | 2                    | 0                    |               | -             | -             | 293    | 67     |
| 2015–16                      | «Селтік»                     | П                            | 0         | 0         | КШ+КЛ              | 0                  | 0                  | ЛЄ                   | 0                    | 0                    | -             | -             | -             | 0      | 0      |
| Усього за кар'єру            | Усього за кар'єру            | Усього за кар'єру            | 256+3     | 54+1      |                    | 32                 | 12                 |                      | 2                    | 0                    |               | -             | -             | 293    | 67     |

## Досягнення
- Чемпіон Англії: 2005/06